# 收國
收國（1115年—1116年）是金太祖的第一个年號。金太祖使用收國这个年號一共兩年。

## 大事记
- 甲午年（1114年）十一月，完顏吳乞買、完顏撒改、完顏辭不失率宮屬諸將勸進，願以新歲元日恭上尊號，金太祖不許。完顏阿離合懣、完顏蒲家奴、完顏宗翰等進曰：「今大功已建，若不稱號，無以繫天下心。」太祖曰：「吾將思之。」
- 乙未年（1115年）正月一日（壬申朔日；西曆1月28日），群臣奉上尊號。是日，即皇帝位。於是國號「大金」，改元「收國」。[2]
- 收國二年（1116年）十二月一日（庚申朔日；西曆隔年隔年1月5日），諳班勃極烈完顏吳乞買及群臣為阿骨打上尊號稱大聖皇帝，改陰曆第二年（1117年）為天輔元年。[3]

## 纪年對照表
| 收國 | 元年     | 二年   |
| ---- | -------- | ------ |
| 公元 | 1115年   | 1116年 |
| 干支 | 乙未     | 丙申   |
| 北宋 | 政和五年 | 六年   |
| 辽朝 | 天庆五年 | 六年   |

## 同期存在的其他政权年号
- 中國
  - 政和（1111年－1118年）：宋—宋徽宗趙佶之年號
  - 天慶（1111年－1120年）：遼—遼天祚帝耶律延禧之年號
  - 隆基（1116年）：遼時期—渤海高永昌之年號
  - 雍寧（1114年－1118年）：西夏—夏崇宗李乾順之年號
  - 文治（1110年－1121年）：大理—段正嚴之年號
- 越南
  - 會祥大慶（1110年－1119年）：李朝—李乾德之年號
- 日本
  - 永久（1113年－1118年）：鳥羽天皇之年号

## 深入閱讀
- 李崇智. . 北京: 中華書局. 2004年12月. ISBN 7101025129.
- 鄧洪波. . 臺北: 國立臺灣大學東亞經典與文化研究計劃. 2005年3月  [2021-12-28]. ISBN 9789860005189. （原始内容 (pdf)存档于2007-08-25）.

## 参看
- 中国年号索引

| 前一年號： -- | 金朝年号 | 下一年號： 天辅 |